# Willie Anderson (basket-ball)
Pour les articles homonymes, voir Willie Anderson et Anderson.
Willie Lloyd Anderson Jr. (né le 8 janvier 1967 à Greenville, Caroline du Sud) est un ancien joueur américain de basket-ball de NBA.

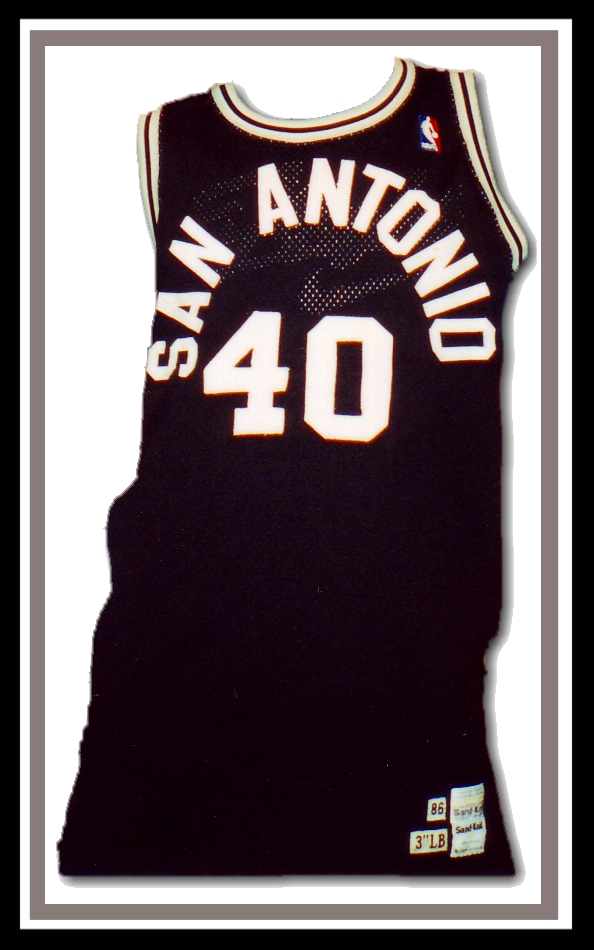
Maillot des Spurs.

À sa sortie de l'université de Géorgie, il est sélectionné par les Spurs de San Antonio au 10e rang de la draft 1988. Il remporte la médaille de bronze aux Jeux olympiques d'été de 1988 et est nommé dans la NBA All-Rookie Team 1989. Il joua pour les Spurs jusqu'en 1994-1995 lorsqu'il fut sélectionné lors de la draft d'expansion 1995 par les Raptors de Toronto. Il porta également les maillots des Knicks de New York et du Heat de Miami les deux saisons suivantes.
Anderson partit ensuite en Grèce jouer pour l'Olympiakós, puis pour l'AEK Athènes qu'il mena jusqu'au Final Four de l'Euroligue.
La saison suivante, il signe au Maccabi Tel Aviv en Israël, mais il fut évincé au début de la saison. Il prit alors sa retraite sportive.
Anderson est le frère ainé de l'ancien joueur du Heat de Miami, Shandon Anderson et le père de la joueuse de l'université du Tennessee, Alex Anderson. Il est actuellement entraîneur au Luscious Sanders Recreation Center.